# Wintergatan
Wintergatan är en svensk musikgrupp (folktronica) från Göteborg som bildades 2011. Den består av medlemmarna Martin Molin, Evelina Hägglund, Marcus Sjöberg och David Zandén. Två av medlemmarna, Martin Molin och Marcus Sjöberg, spelade tidigare i musikgruppen Detektivbyrån. Samtliga medlemmar spelar flera olika instrument, varav många är ovanliga eller egenkonstruerade, till exempel den fiolliknande synten som de kallar "modulin". Man använder också vardagliga objekt som till exempel skrivmaskin och såg. 
Hösten 2012 gav man ut debutsingeln Sommarfågel med tillhörande video. Gruppens debutalbum Wintergatan gavs ut 2013.
Gruppen uppmärksammades i media efter att de i mars 2016 givit ut musikvideon "Marble Machine", där en Rube Goldberg-maskin spelar vibrafon, elbas, och trummor med hjälp av spelkulor. Maskinen konstruerades av Martin Molin och videon producerades av Molin och Hannes Knutsson.
I januari 2017 påbörjades byggandet av en ny maskin, Marble Machine X. Maskinen bygger på samma funktion och idé som den tidigare maskinen, men ska vara bättre konstruerad så att den bland annat är möjlig att ta med på en världsturné med gruppen. Martin Molin har sedan dess dokumenterat byggprocessen på gruppens Youtube-kanal i så kallade ”Wintergatan Wednesdays”.

## Diskografi

### Album
- 2013 - Wintergatan

### Singlar
- 2012  – Sommarfågel
- 2013 – Starmachine2000
- 2013 – Tornado
- 2016 – Marble Machine

## Medlemmar
- Martin Molin - klaviatur, modulin, slagverk, gitarr, dragspel, klockspel, Marble Machine m.m
- Evelina Hägglund - klaviatur, skrivmaskin, slagverk, klockspel, m.m
- Marcus Sjöberg - slagverk
- David Zandén - basgitarr, skrivmaskin, klaviatur, m.m